# Безугловка (Бориспольский район)
Безугловка (укр. Безуглівка) — село, входит в Бориспольский район Киевской области Украины.
Население по переписи 2001 года составляло 115 человек. Почтовый индекс — 08320. Телефонный код — 4595. Занимает площадь 0,381 км². Код КОАТУУ — 3220880902.

## Местный совет
08320, Киевская обл, Бориспольский р-н, с. Великая Александровка, ул. Гагарина, 11